# Clavicranaus tarsalis
Clavicranaus tarsalis – gatunek kosarza z podrzędu Laniatores i rodziny Manaosbiidae. Jedyny znany przedstawiciel monotypowego rodzaju Clavicranaus.

## Występowanie
Gatunek wykazany z Brazylii i Surinamu.